# Бушкалик
Бушка́лик — село в Україні, у Тлумацькій міській громаді Івано-Франківського району Івано-Франківської області, До 2020 орган місцевого самоврядування — Нижнівська сільська рада. Населення становить 180 осіб (станом на 2001 рік). Село розташоване на сході району, за 6,9 кілометра від  центру громади.

## Географія
Село Бушкалик лежить за 6,9 км на північний схід від  центру громади, фізична відстань до Києва — 407,8 км.
| Клімат Гостова          | Клімат Гостова | Клімат Гостова | Клімат Гостова | Клімат Гостова | Клімат Гостова | Клімат Гостова | Клімат Гостова | Клімат Гостова | Клімат Гостова | Клімат Гостова | Клімат Гостова | Клімат Гостова | Клімат Гостова |
| Показник                | Січ.           | Лют.           | Бер.           | Квіт.          | Трав.          | Черв.          | Лип.           | Серп.          | Вер.           | Жовт.          | Лист.          | Груд.          | Рік            |
| Середній максимум, °C   | −1,1           | 0,5            | 5,6            | 13,4           | 19,2           | 22,3           | 23,6           | 23,1           | 19,0           | 13,2           | 6,0            | 1,0            | 12,2           |
| Середня температура, °C | −4,4           | −2,7           | 1,7            | 8,3            | 13,7           | 17,0           | 18,3           | 17,7           | 13,8           | 8,5            | 2,9            | −1,7           | 7,8            |
| Середній мінімум, °C    | −7,6           | −5,8           | −2,2           | 3,3            | 8,3            | 11,7           | 13,0           | 12,3           | 8,6            | 3,8            | −0,1           | −4,4           | 3,4            |
| Норма опадів, мм        | 32             | 31             | 34             | 53             | 81             | 98             | 100            | 73             | 54             | 38             | 37             | 40             | 671            |
| ----------------------- | -------------- | -------------- | -------------- | -------------- | -------------- | -------------- | -------------- | -------------- | -------------- | -------------- | -------------- | -------------- | -------------- |
| Джерело:                |                |                |                |                |                |                |                |                |                |                |                |                |                |

## Історія
12 червня 2020 року, відповідно до Розпорядження Кабінету Міністрів України  № 714-р «Про визначення адміністративних центрів та затвердження територій територіальних громад Івано-Франківської області», увійшло до складу Тлумацької міської громади.
17 липня 2020 року, в результаті адміністративно-територіальної реформи та ліквідації Тлумацького району, село увійшло до складу новоутвореного Івано-Франківського району.

## Населення
Станом на 1989 рік у селі проживали 185 осіб, серед них — 92 чоловіки і 93 жінки.
За даними перепису населення 2001 року у селі проживали 180 осіб. Рідною мовою назвали:
| Мова       | Кількість осіб | Відсоток |
| ---------- | -------------- | -------- |
| українська | 180            | 100,00%  |

## Політика
Голова сільської ради — Прокопів Василь Васильович, 1972 року народження, вперше обраний у 2010 році. Інтереси громади представляють 16 депутатів сільської ради:
| Партія                      | Кількість депутатів | Відсоток |
| --------------------------- | ------------------- | -------- |
| «Наша Україна»              | 8                   | 50,00%   |
| самовисування               | 7                   | 43,75%   |
| Народно-демократична партія | 1                   | 6,25%    |